# Массовое убийство на площади Нисур
16 сентября 2007 года в результате беспорядочной стрельбы, открытой сотрудниками американской частной охранной компании «Блэкуотер» на площади Нисур в Багдаде, погибли 17 и пострадали 20 иракских мирных жителей. Сотрудники «Блэкуотер» находились в составе конвоя с дипломатами Государственного департамента США.
Массовое убийство возмутило иракскую общественность и обострило отношения между Ираком и США. В 2014 году четверо наёмников предстали перед Федеральным судом США; один был осуждён по обвинению в умышленном убийстве, ещё трое в непредумышленном.

## Инцидент
Показания сотрудников «Блэкуотер» расходятся с показаниями иракского правительства. Его версия случившегося выглядит следующим образом. Когда конвой подъезжал к площади Нисур, седан марки Kia с женщиной и её взрослым сыном внутри медленно приближался к площади. Так как автомобиль ехал по неправильной стороне дороги, офицер полиции свистнул, чтобы водитель освободил дорогу для конвоя, но свисток был проигнорирован. Охранники сначала сделали несколько предупредительных выстрелов, затем открыли огонь непосредственно по автомобилю. Затем они бросили несколько светошумовых гранат, чтобы конвой смог спокойно проехать. Солдаты и полицейские Ирака, приняв светошумовые гранаты за осколочные, открыли огонь, на который ответила охрана конвоя.
Если верить показаниям наёмников, то водитель Kia продолжал движение навстречу конвою, игнорируя словесные приказы, жесты и бутылки с водой, бросаемые в машину, не останавливаясь, даже когда началась стрельба. Иракский полицейский подошёл к машине, возможно, чтобы помочь пассажиру, но автомобиль продолжал двигаться, с точки зрения охраны это выглядело, будто полицейский толкает машину. Охрана подумала, что седан заминирован, и это вынудило их открыть огонь, убив и пассажира, и водителя, и полицейского. Другие полицейские, присутствовавшие на площади, начали стрелять по конвою. Так как иракские повстанцы зачастую одевались в полицейскую униформу в целях маскировки, сотрудники «Блэкуотер» не были уверены, имеют ли они дело с настоящими стражами порядка. Они связались с отделением Госдепа США и сообщили, что подверглись атаке. По радио были переданы следующие слова: «Приём, приём, приём! Нас атакуют повстанцы и иракская полиция!». Согласно вице-президенту «Блэкуотер» Марти Стронгу, на конвой было совершено нападение с применением «большого взрывного устройства» и «повторного огня из огнестрельного оружия». Многие источники, однако, сообщают, что взрыв был вызван миномётным обстрелом, хоть это и не отражено в докладе Госдепа. «Блэкуотер» опровергли обвинения Ирака в участии вертолёта в обстреле площади.
В докладе Госдепа сообщается, что от восьми до десяти нападавших «открыли огонь сразу с нескольких близлежащих позиций, некоторые из них притом были одеты как гражданские, а другие — как полицейские». Когда конвой попытался выйти из-под огня, путь к отступлению  в 12:08 был заблокирован повстанцами, вооружёнными автоматами. Согласно другому докладу правительства США, «охрана открыла огонь по некоторым целям» до того, как покинула зону инцидента, а второй конвой, направлявшийся на помощь первому, был «заблокирован/окружён несколькими машинами иракской полиции» Этот конвой прибыл примерно через полчаса вместе с поддержкой в воздухе, чтобы сопроводить первый конвой в безопасную зону.
Двадцать седьмого сентября 2007 года в New York Times появилась информация о том, что во время инцидента на площади Нисур один из сотрудников «Блэкуотер» продолжал стрелять по гражданским, несмотря на призывы коллег о прекращении огня. Неясно, принял ли он мирное население за повстанцев. Наёмник прекратил стрелять только тогда, когда его коллега навёл на него прицел своего оружия и приказал остановиться.
Трое сотрудников «Блэкуотер», наблюдавшие за инцидентом, сообщили, что не видели причины в стрельбе.

## Последствия
Сразу после нападения у компании «Блэкуотер» были временно отозваны права на работу в Ираке. Одновременно начались и американское, и иракское расследование. Премьер-министр Ирака Нури Аль-Малики потребовал от правительства США закрыть контракт с «Блэкуотер», официально принести извинения Ираку, а также выплатить компенсацию жертвам и их семьям. Палата представителей США приняла законопроект, согласно которому участники всех ЧВК, работающих в Ираке и в других местах боевых действий, не имеющие лицензии, отныне подлежат судебному преследованию.

### Лицензия на деятельность в Ираке
18 сентября 2007 года представитель МВД Ирака отправил «Блэкуотеру» сообщение с запрещением деятельности компании на территории Ирака. Однако де-факто компания продолжила свою деятельность в Ираке до января 2009 года, когда договор между Ираком и США вошёл в силу. П. В. Зингер, эксперт в частной военной индустрии, назвал запрет «Блэкуотера» закономерным и неизбежным, ссылаясь на множественные инциденты с участием наёмников, произошедшие ранее.
Ассоциация Частных Охранных Организаций Ирака внесла «Блэкуотер» в список организаций, не имеющих лицензии на деятельность в Ираке, хоть и пытавшихся получить таковую. Операции «Блэкуотера» по поручению Госдепа США и ЦРУ не нуждаются в лицензировании, и, следовательно, запрет на деятельность на них никак не повлиял.
19 сентября США временно запретило всем своим гражданам путешествовать по Ираку, выходя за пределы укреплённой Зелёной зоны в Багдаде. Приказ заключает большинство американцев в специальной зоне в центре города, площадью около девяти квадратных километров, и запрещает выходить из неё без применения вертолётов. В приказе не было сказано ничего о времени его действия.
«Блэкуотер», ранее действовавшая в Ираке без лицензии, сразу отправила запрос после инцидента, но в январе 2009 он был отклонён. 31 января 2009 года Государственный Департамент США уведомил компанию о том, что продления контракта не планируется.

### Расследования
В официальном заявлении Госдеп США назвал случившееся «ужасным инцидентом» и заявил о намерении провести расследование. Согласно премьер-министру Ирака Нури Аль-Малики, госсекретарь США Кондолиза Райс обещала «прозрачное и честное» расследование. Министерство обороны США также согласилось с тем, что в данном инциденте вина лежит на наёмниках. Госдеп позже объявил о создании Американо-Иракской комиссии как по расследованию инцидента, так и по общим вопросам урегулирования деятельности ЧВК. Сопредседателями комитета стали Абдул-Кадир Аль-Обейди, министр обороны Ирака и Патриция Бутенис, поверенный в делах американского посольства в Ираке.
Генри Вэксмен, председатель Комитета Палаты представителей по контролю и правительственным реформам США, проведший слушания по поводу ЧВК в феврале 2007 года, обещал, что слушания повторятся, «чтобы понять степень урона, нанесённого безопасности Америки». Вэксмен также упомянул, что «текущая спорная ситуация с „Блэкуотером“ — это прекрасная демонстрация всей ненадёжности использования ЧВК».
4 октября 2007 года ФБР объявило о том, что берёт расследование инцидента под свой контроль.
Полученные сведения
Через несколько недель после инцидента представитель МВД Ирака заявил о завершении расследования и возложил всю вину на сотрудников «Блэкуотер». Доклады Минобороны США подкрепляют это заявление.
2 октября 2007 года Комитет Палаты представителей по контролю и правительственным реформам США выпустил доклад, в котором сообщалось, что сотрудники «Блэкуотер» каждую неделю применяли оружие против гражданского населения, нанося «значительные потери и ущерб собственности». С 2005 года было насчитано всего 195 таких инцидентов, в 80 % которых «Блэкуотер» стреляли первыми.[29]
4 октября в докладах Министерства обороны США также подтвердились факты огня по гражданским, не имеющие за собой причины. Один из американских офицеров высшего командного состава, пожелавший остаться анонимным, сообщил: «Конечно, в этой ситуации стрельба была излишней. Гражданские, которых обстреливали, не имели с собой никакого оружия, чтобы открыть огонь в ответ. И никто из полицейских и военных, находившихся рядом, также не стрелял.» Согласно этому докладу, наёмниками были использованы не только автоматы, но и гранатомёты.
13 октября ФБР доложило, что от 14 до 17 иракцев на площади были убиты без причины. Три убийства «оправданы» — двое пассажиров белого седана Kia и иракский полицейский рядом. Представительница «Блэкуотера» ответила на результаты расследования: «Наша компания поддерживает строгую подотчётность. Если сотрудник замешан в каком-либо проступке, он понесёт наказание.»
19 января 2008 года The New York Times назвала имя наёмника, ответственного за множество смертей — Пол Слау. Он поступил на военную службу в 1999 году, служил в Боснии, в третьей пехотной дивизии. В 2002 ушёл в почётную отставку, затем влился в ряды Техасской национальной гвардии. Был в командировке в Ираке, затем там же нанялся специалистом по личной охране. В его биографии нет никаких намёков на проявление излишней жестокости, неподчинение приказам или неподобающее поведение.
Расшифровка радиопереговоров, появившаяся в декабре 2008 года, подтверждает атаку на конвой 16 сентября. В них содержатся "восемь минут отчаянных попыток сотрудников «Блэкуотера» доложить об огне, ведущемся со стороны повстанцев и полицейских.
1 апреля 2009 года The Associated Press опубликовала новость о странных результатах баллистической экспертизы. Ни одна из пуль, найденных на месте инцидента, не могла быть выпущена из винтовок, которые использовали стрелявшие.
Через два года, 1 апреля 2011 в The Associated Press появилась краткая сводка семичасовых свидетельских показаний Эрика Принса, бывшего директора «Блэкуотер». Принс раскритиковал методы ведения расследования и оспорил вину американцев в инциденте. «Расследование, видимо, велось не для того, чтобы выяснить правду, а для того, чтобы свалить всё на „блэкуотерцев“.» Также он заявил, что не доверяет результатам баллистической экспертизы. Специалисты ФБР не смогли сопоставить собранные пули и оружие наёмников, зато обнаружили гильзы другого вида, не используемые американским контингентом в Ираке. Так как стрельба в районе площади Нисур случалась нередко, сложно сказать, откуда точно взялись эти гильзы и пули.

### Доклад ООН в октябре 2007 года
В октябре 2007 ООН выпустила доклад, ставший результатом двухлетнего изучения проблемы частных военных компаний, использовавшихся во время боевых действий. В докладе было установлено, что использование ЧВК — это новая форма наёмничества, нарушающая нормы международного права. Однако США не подписывали ни Конвенцию о запрете наёмничества 1989 года, ни дополнительного протокола 1977 года Четвёртой Женевской Конвенции, где статья 47 определяет наёмников, как гражданских лиц, «принимающих участие в боевых действиях, руководствуясь, в основном, желанием получить личную прибыль.»

## Реакция в Ираке
Житель Багдада Халим Машкур выразил одному из иракских телевизионных каналов свою точку зрения: «Мы видим, как охранные фирмы творят всё, что им взбредёт в голову на наших улицах. Они относятся к гражданским как к скоту, бьют и убивают нас. Если бы такое происходило в Англии или в Америке, как бы отреагировали их граждане?». Хасан Джабир Салман, юрист, получивший ранение во время инцидента, сказал, что «никто никак не провоцировал охрану» и «когда мы начали уходить, они открыли огонь из всех машин сзади». Иракский полицейский, регулировавший трафик на площади Нисур, назвал сотрудников «Блэкуотер» террористами. После того как группа министров поддержала решение министра МВД Ирака о прекращении деятельности «Блэкуотера» в Ираке, премьер-министр Нури Аль-Малики призвал США разорвать контракт с ЧВК и выплатить 8 миллионов $ в качестве компенсации.
Решение американского суда о снятии обвинений с наёмников 1 января 2010 года возмутило и разозлило весь арабский мир.

## Ограничения деятельности ЧВК
24 сентября 2007 года иракский министр МВД объявил о заведении уголовных дел на сотрудников «Блэкуотер», участвовавших в инциденте, отметив, что не все из них могут предстать перед судом. Старший заместитель премьер-министра заявил, что трое из наёмников могут быть привлечены к ответственности, так как являются гражданами Ирака. Также он пообещал добиться от США официальных извинений и денежной компенсации.
Министр Обороны США Роберт Гейтс свидетельствовал перед конгрессом, что у Пентагона есть легальные методы воздействия на ЧВК, но командиры на местах не всегда могут осуществлять адекватный контроль над их деятельностью ввиду недостатка ресурсов.
4 октября 2007 года Палата Представителей США приняла законопроект, запрещающий деятельность частных охранных организаций в Ираке и других зонах боевых действий и ставящий отказавшихся от его принятия вне закона.

## Судебное разбирательство
11 октября 2007 года Центр по защите конституционных прав отправил в суд иск против «Блэкуотер», руководствуясь Законом о правонарушениях в отношении иностранных граждан.
Ричард Гриффин, заместитель секретаря Бюро дипломатической безопасности, занимавшийся вопросами, связанными с деятельностью американских ЧВК в Ираке, подал в отставку в ноябре 2007 года, когда на него обрушился шквал критики за неспособность контролировать «Блэкуотер». Говард Кронгард, генеральный инспектор Государственного департамента в декабре 2007 также подал в отставку, после ряда обвинений в неуместных путях вмешательства в расследование инцидента на площади Нисур.
В декабре 2008 года Министерство юстиции США объявило о подаче жалоб на пятерых сотрудников «Блэкуотер» и приказало им сдаться ФБР. Обвинёнными в убийстве оказались Дональд Болл, бывший морпех из Уэст-Валли-Сити, Дастин Хард, бывший морпех из Ноксвилла, Иван Либерти, бывший морпех из Рочестера, Ник Слаттен, бывший сержант из Спарты (Теннеси) и Пол Слау, ветеран многих войн из Келлера(Техас). Шестой сотрудник, Джереми Риджвей из Калифорнии, заключил сделку с прокурором и признал свою вину в убийстве, попытке убийства, пособничестве и соучастии в убийстве.
Суд был назначен на начало 2010 года, но 31 декабря 2009 года все обвинения были сняты окружным судьёй Рикардо Урбиной, заявившим, что Министерство юстиции нарушило конституционные права подсудимых и подтасовало доказательства. Так, многие утверждения, сделанные сотрудниками «Блэкуотер», были сделаны под давлением со стороны детективов ФБР, и, согласно пятой поправке к Конституции США, не могут быть использованы в качестве улик. Официальный документ. выпущенный окружным судом, гласит: «Правительство не смогло доказать отсутствие какого-либо давления с его стороны на подсудимых и свидетелей. Следовательно, все озвученные ранее признания следует считать недостоверными.» Тогдашний премьер-министр Ирака Нури Аль-Малики резко раскритиковал решение суда.
22 апреля 2011 года федеральный апелляционный суд возобновил судебное преследование бывших сотрудников «Блэкуотер», найдя в доводах окружного суда «систематические» ошибки. 5 июня 2012 года Верховный суд отклонил апелляцию окружного суда и разрешил начало нового процесса.
6 января 2012 года «Блэкуотер» выплатила компенсацию семьям шести жертв инцидента.
В 2013 году с Дональда Болла были сняты все обвинения. Суд над оставшимися четырьмя наёмниками состоялся в 2014 году. Присяжные признали Слаттена виновным в умышленном убийстве, а Слау, Либерти и Харда в использовании автоматического оружия для совершения убийства. Присяжные согласились с заявлением прокурора, что стрельба была преступлением, а не случаем боевых действий. В 2015 году Слаттен был приговорён к пожизненному заключению, а ещё трое — к 30 годам тюрьмы каждый.
В октябре 2014 года Ник Слаттен был обвинён в умышленном убийстве, а Слау, Либерти и Хард в использовании автоматического огнестрельного оружия для совершения убийства. 13 апреля 2015 года Слаттена приговорили к пожизненному заключению, а трёх других — к тридцати годам тюрьмы.
4 августа 2017 года суд принял решение устроить повторный суд Слаттена и трёх других сотрудников, но теперь уже не вместе, а по отдельности.
22 декабря 2020 года, перед своим уходом с должности, президент США Дональд Трамп помиловал осужденных в «бойне на площади Нисур» сотрудников Blackwater. Брайан Хеберлиг, адвокат одного из четырех помилованных подсудимых, заявил, что «обвиняемые не заслуживали ни минуты нахождения в тюрьме».